# Durham-Nord (circonscription ontarienne)
Pour les articles homonymes, voir Durham.
Circonscription électorale provinciale du Canada
Durham-Nord ((en) Durham North) est une éphémère ancienne circonscription provinciale de l'Ontario représentée à l'Assemblée législative de l'Ontario de 1975 à 1977.

## Historique
| Législature                                | Années                               | Député                               | Député                               | Parti                                |
| Durham-Nord issue d'Ontario-Sud (en)       | Durham-Nord issue d'Ontario-Sud (en) | Durham-Nord issue d'Ontario-Sud (en) | Durham-Nord issue d'Ontario-Sud (en) | Durham-Nord issue d'Ontario-Sud (en) |
| ------------------------------------------ | ------------------------------------ | ------------------------------------ | ------------------------------------ | ------------------------------------ |
| 30e                                        | 1975-1977                            |                                      | Bill Newman                          | Progressiste-conservateur            |
| Circonscription fusionnée dans Durham—York |                                      |                                      |                                      |                                      |